# مذبحة الجوازي
مذبحة الجوازي هي تسمية تطلق على مذبحة شهيرة ارتكبت ضد قبيلة الجوازي في مدينة بنغازي في ولاية برقة وقتها شرقي ليبيا، وذلك في سنة 1816، قتل فيها أكثر من عشرة آلاف فرد من قبيلة واحدة.
كان موقع المذبحة القلعة التركية في المدينة انتقاما من الثورة التي اندلعت ضد حكم أسرة القره مانللي ورفضهم دفع الضرائب المفروضة، حيث يذكر أن الباشا بعد ادعائه مهادنة قبيلة الجوازي ودعوة 45 من أعيانها وشيوخهاإلى القلعة بغرض الإنعام عليهم، وبمجرد جلوسهم حتى هجم الحرس الخاص بالباشا عليهم وذبحوهم، فيما هوجم أفراد القبيلة والذين كانوا يرابطون خارج أسوار القلعة وتم ذبح أعداد كبيرة منهم بينهم أطفال ونساء.